# 1830 ve fotografii
Tento článek obsahuje významné fotografické události v roce 1830.

## Narození v roce 1830
- 4. ledna – Mimi Frellsen, průkopnice norské fotografie († 1914)
- 19. ledna – Pavel Matvějevič Olchin, ruský vědec, spisovatel a fotograf († 1. srpna 1915)
- 16. února – Mette Tønnes Geelmuydenová, norská učitelka a fotografka, provozovala fotografické studio v Kortpilsmugetu od roku 1863 do roku 1866 (†  19. ledna 1901)
- 5. března – Étienne-Jules Marey, francouzský vědec, lékař a fotograf († 21. května, 1904)
- 20. března – Andrew Joseph Russell, americký fotograf († 22. září 1902)
- 9. dubna – Eadweard Muybridge, anglický fotograf a vynálezce († 8. května 1904)
- 9. července – Henry Peach Robinson, anglický fotograf († 21. února 1901)
- 27. července – Emma Jane Gay, americká fotografka původních obyvatel Nez Perce († 15. března 1919)
- 17. srpna – Isaiah West Taber, americký fotograf († 22. února 1912)
- 18. srpna – Ole Tobias Olsen, norský lektor, fotograf, žalmista, sběratel lidových melodií, varhaník, kněz a inženýr († 6. července 1924)
- 2. října – Johannes Petter Lindegaard, dánský fotograf aktivní v Norsku († 10. ledna 1889)
- 1. prosince – Hedvig Söderström, švédská ilustrátorka, malířka a průkopnice fotografie († 20. května 1914)
- ? – Josefa Pla Marco, španělská fotografka († 1870)
- ? – Franc Mezer, ukrajinský umělec a fotograf působící v Kyjevě († 1922)
- ? – Per Adolf Thorén, norský fotograf († 1909)
- ? – Rafael Castro Ordóñez, čilský a španělský fotograf († 2. prosince 1865)
- ? – William Bell, americký fotograf († 28. ledna 1910)
- ? – Karl Bergamasko, ruský fotograf italského původu († 1896)
- ? – Tancrède Dumas, italský fotograf († 1905)
- ? – Antonio Perini, italský fotograf
- ? – Eugène Appert, francouzský fotograf
- ? – Kizu Kōkichi japonský fotograf
- ? – Károly Divald, maďarský fotograf
- ? – Livernois, quebecký fotograf
- ? – Morita Raizō, japonský fotograf
- ? – Paul Vionnet, švýcarský fotograf
- ? – Sándor Beszédes, maďarský fotograf
- ? – Eugène Maunoury, francouzský fotograf působící v Latinské Americe ve druhé polovině 19. století. Sehrál významnou roli v raném rozvoji fotografie v Jižní Americe, zejména v Chile a Peru během 50. a 60. let 19. století. (1830–1896)